# Castellot del Serrat del Maurici
El Castellot del Serrat del Maurici és un fortí del segle xix, també conegut com a Fortí de Sant Maurici o Fortí del Maurici, actualment en estat ruïnós, del municipi de Balsareny (Bages) declarat bé cultural d'interès nacional.

## Descripció
Es troba a prop del poble, al costat de la carretera que va cap a Súria i a l'altra banda de l'actual Eix del Llobregat. Malgrat tractar-se d'un dels millors exemples d'arquitectura militar del segle passat, no s'arribà a construir del tot.
Es tracta d'una construcció militar d'època carlina (1838) de planta pràcticament quadrada, amb tres torres de secció circular als vèrtexs, excepte pel cantó de llevant on no n'hi ha. Les pedres, de dimensions considerables, subratllen la funció militar que tenia la construcció. Només hi ha unes petites obertures pel cantó de migdia. Queden rastres d'algunes petites obertures en forma d'espitllera. L'estat general de la construcció és ruïnós.
Hi ha restes del que devia haver estat un vall.

## Història
Les ruïnes del fortí es troben dalt d'un serrat conegut amb el topònim de "Serrat del Maurici", enfront del castell de Balsareny, topònim que dona nom també a aquesta fortificació.
Segons notícies recollides, el fortí va ser construït l'any 1838 per una força de sapadors i una brigada de muls. Els treballs duraren força temps i finalment s'hi instal·là una companyia del batalló del Júcar.
Tot i ser edificat per a defensar-se dels carlins, durant la primera carlinada fou ocupat pel Comte d'Espanya, que assetjava Balsareny. El comte hi instal·là la seva artilleria i des d'allà disparà contra les cases del poble, fins a l'arribada de les tropes liberals i la fi del setge.
A finals del segle xix ja estava en runes.
Aquest fort i el de la Torreta, situat sota el castell de Balsareny, controlava el camí ral de Berga.